# Grubenhaussiedlung am Petersteich

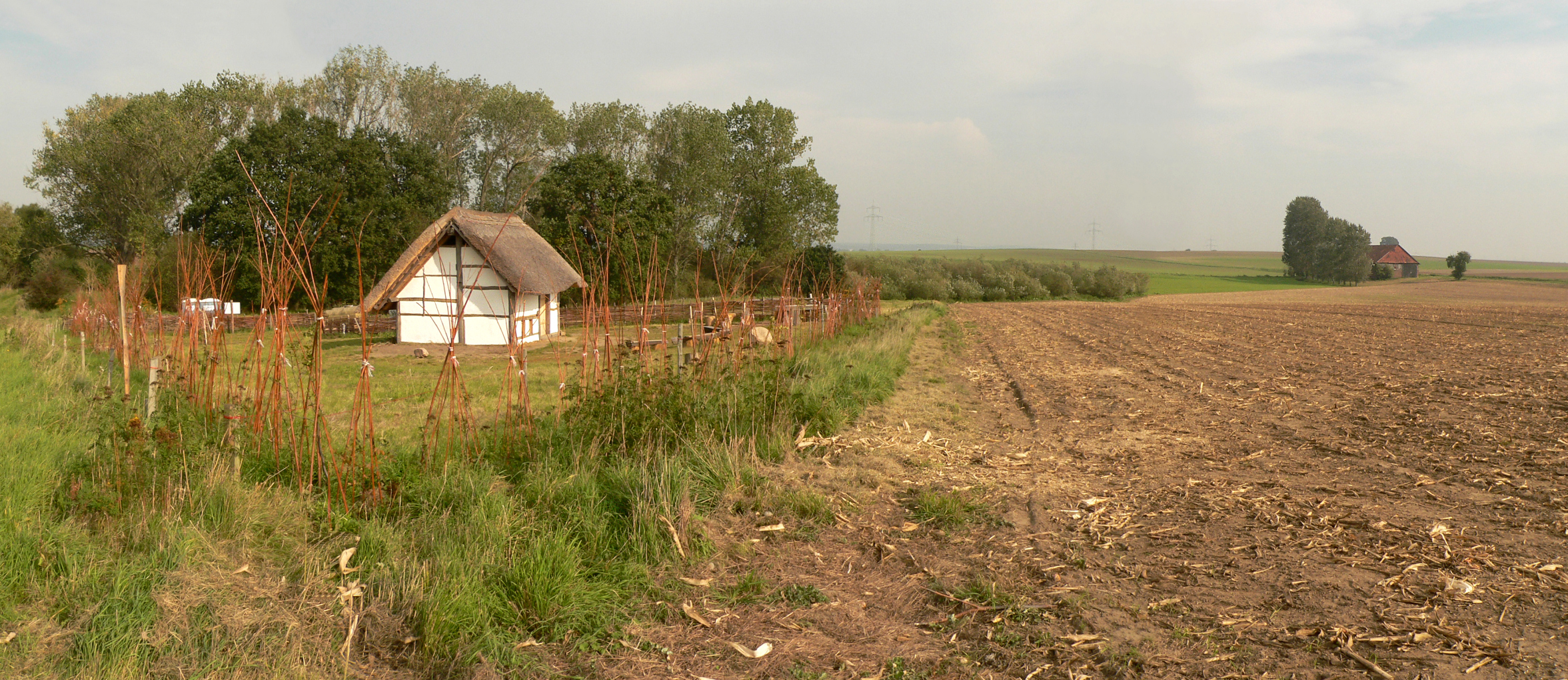
Links ein rekonstruiertes Grubenhaus, dahinter der Baumbestand um den Petersteich, rechts eine Ackerfläche mit dem früheren Siedlungsgelände (2015)

Die Grubenhaussiedlung am Petersteich ist eine frühmittelalterliche Wüstung südlich von Süpplingenburg in Niedersachsen, die hauptsächlich aus Grubenhäusern bestand. Der frühere Name der Siedlung ist nicht bekannt, da keine schriftliche Überlieferung, etwa durch mittelalterliche Urkunden, vorliegt.

## Lage und Entdeckung
Die Wüstungsstelle befindet sich auf einer heutigen Ackerfläche südlich von Süpplingenburg in der Flur Petersteich am Südosthang einer leichten Anhöhe. Östlich, an das frühere Siedlungsgelände angrenzend, liegt in einer Bodensenke der Petersteich, der heutzutage verlandet und von Bäumen umstanden ist. Früher führte westlich der Siedlung der Salzweg als alter Nord-Süd-Handelsweg vorbei. Nahe der Siedlung verlief ein Bach, der Wasser lieferte. Auf dem Siedlungsgelände bestanden wahrscheinlich Brunnen, da ein Exemplar ausgegraben wurde.
Im Jahr 1992 entdeckte der Luftbildarchäologe Otto Braasch die Wüstung bei einem Erkundungsflug. Er fotografierte rund 80 dunkle Flecken auf einem Feld und meldete seine Entdeckung dem Niedersächsischen Landesamt für Denkmalpflege, in dessen Auftrag er seinerzeit systematische Flugprospektionen durchführte. Die Auswertung seiner Luftbilder ergab, dass es sich um etwa 12 bis 20 m² große, rechteckige Bodenverfärbungen handelte. Dies ließ auf Reste von Grubenhäusern schließen. Die Stellen waren auf einer Fläche von etwa zwei Hektar sichtbar, was zunächst als ursprüngliche Größe der Siedlung angenommen wurde. Geomagnetische Untersuchungen im Jahr 2003 ergaben, dass die Siedlungsfläche mit rund vier Hektar weitaus größer war.

## Ausgrabungen und Fundstücke

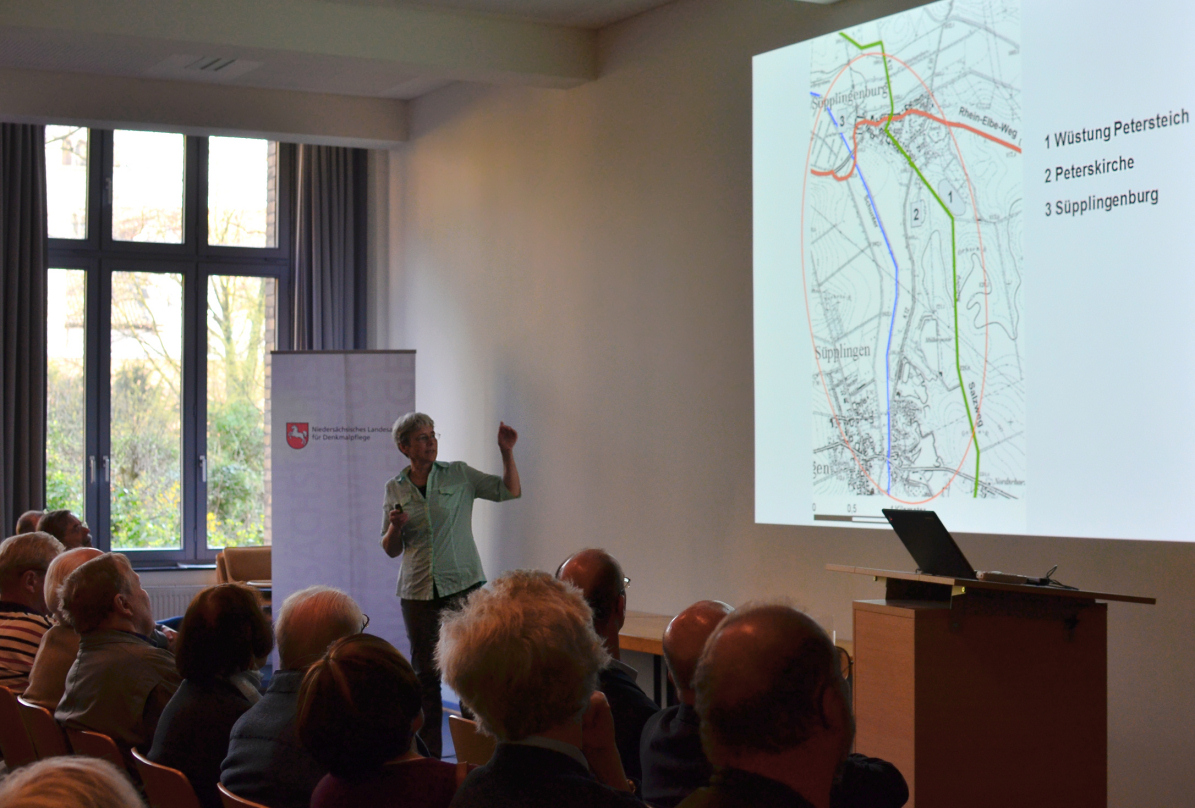
Vortrag der Helmstedter Kreisarchäologin Monika Bernatzky im Niedersächsischen Landesamt für Denkmalpflege zu den Ausgrabungen, 2016

In den Jahren von 2002 bis 2011 führte die Helmstedter Kreisarchäologie in jährlichen Kampagnen eine Lehrgrabung durch. Sie wurde unter Leitung der Archäologin Monika Bernatzky von der 2002 gegründeten Archäologischen Arbeitsgemeinschaft des Landkreises Helmstedt vorgenommen. Auf diese Weise ließen sich mit rund 1200 m² etwa 2 % der Siedlungsfläche archäologisch untersuchen. Es konnten 14 Grubenhäuser freigelegt werden, die jeweils etwa einen Meter in den Boden eingetieft waren. Insgesamt wird von bis zu 500, sich zum Teil durch Neuerbauung überlagernden Grubenhäusern ausgegangen. Der gleichzeitige Bestand wird auf 20 bis 30 Gebäude geschätzt. Einzelne Grubenhäuser hatten bis zu fünf Bauphasen. Im Inneren gab es Herdstellen und Kuppelöfen. Darüber hinaus wird anhand von festgestellten Pfostenlöchern das Vorhandensein von Speichergebäuden angenommen. Zu den Fundstücken gehören Webgewichte, Gefäßscherben, Tierknochen, eine verzierte Bronzenadel, eine Schere aus Eisen, eine rechteckige Bronzefibel mit einem Tiermotiv und aus Knochen geschnitzte Objekte, wie eine Knochenflöte und Knochennadeln als Schmuckgegenstände. Außerdem fanden sich farbige Glasperlen, wie eine rote Glasperle, die ins 9. Jahrhundert datiert wird. Ein im selben Grubenhaus gefundener Spinnwirtel aus Ton wird ebenfalls dieser Zeit zugerechnet. Noch älter waren grob gearbeitete Topfscherben, die sich in einer Siedlungsgrube fanden und aus dem 7. bis 8. Jahrhundert stammen. Durch die Funde von Spinnwirteln, Stecknadeln und Scheren konnte nachgewiesen werden, dass die Textilherstellung der größte handwerkliche Bereich der damaligen Siedlung war. Stakenspuren wiesen auf Brettchenweben hin. Es fanden sich auch Reste einer Schmiede mit Reiterzubehör des Adels, wie Reitersporen und eine Pfeilspitze. In einem Gebäude lag Bauschutt aus dem 12. Jahrhundert aus Ziegelsteinen, Fensterglas und glasierten Dachpfannen aus Ton. Es handelt sich um ungewöhnliche Bauteile im damaligen ländlichen Milieu, die vom Abbruch eines nahe gelegenen herrschaftlichen oder kirchlichen Gebäudes stammen dürften. Bei den in den sandigen Gebäudefußböden gefundenen Knochenreste waren vor allem Schweine, Rinder, Schafe und Geflügelknochen vertreten. Da die Knochenreste sehr kleinteilig waren, wird auf eine minderwertige Qualität der Fleischversorgung, etwa durch Schlachtabfälle, geschlossen.

## Rekonstruktion

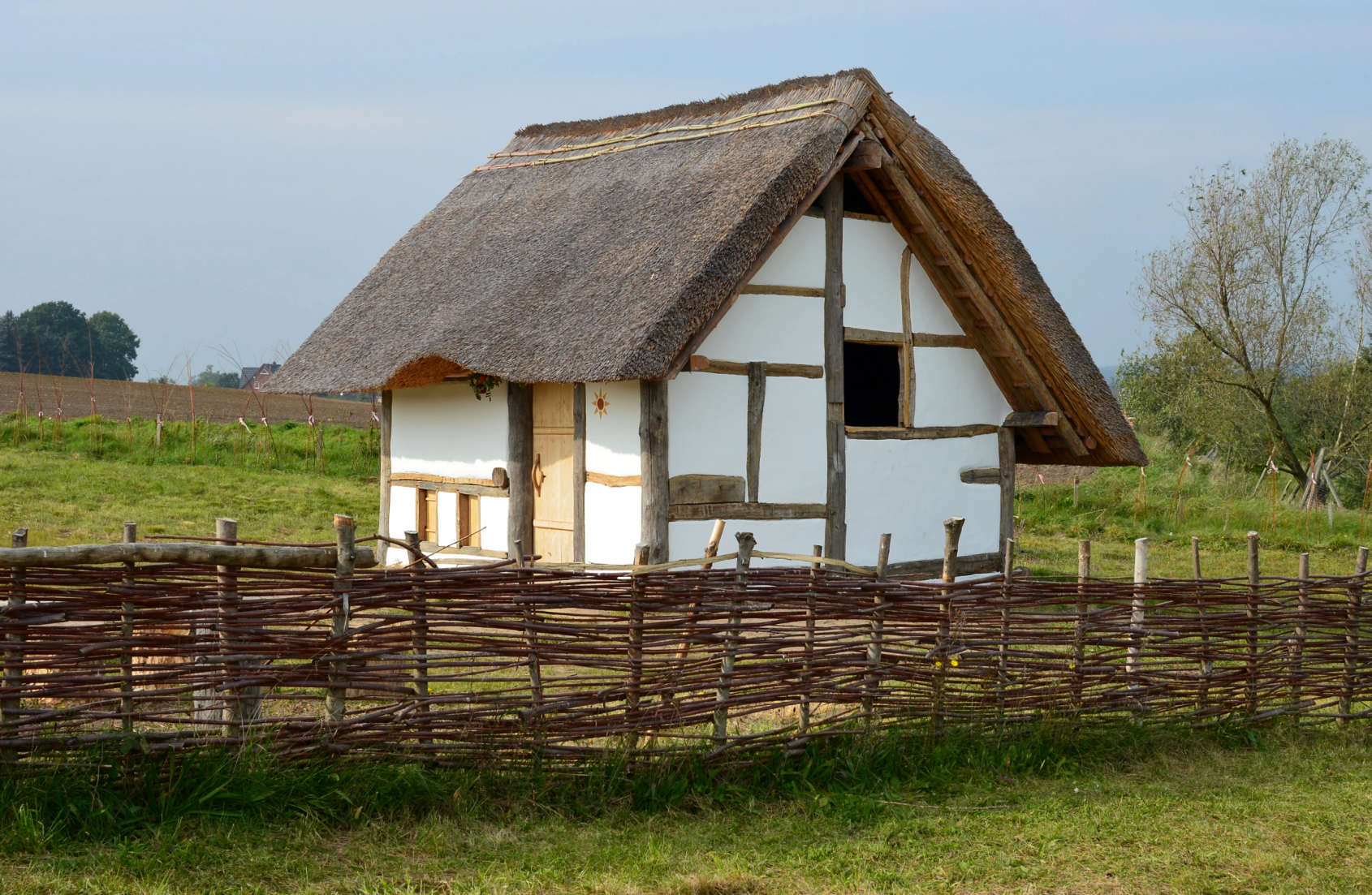
Rekonstruiertes Grubenhaus an der originalen Fundstelle (2015)

Von 2013 bis 2015 wurde eines der ausgegrabenen Grubenhäuser aus der Zeit um das Jahr 1000 an der originalen Stelle rekonstruiert. Es entstand ein Grubenhaus mit einer Grundfläche von 15 m², das einen Meter in den Boden eingetieft und mit Reet gedeckt ist. Früher diente es als Webhaus und war wegen des Kuppelofens Lebensmittelpunkt einer Familie. Die Wände bestehen gemäß den Grabungsbefunden aus Flechtwerk mit Lehmverkleidung. Das Bauholz stellten die Niedersächsischen Landesforsten zur Verfügung. Innen wurde die Hausrekonstruktion mit einem Webstuhl und einer Zwischendecke zur Erhöhung der Nutzfläche ausgestattet. Das Haus wird kulturtouristisch durch „mittelalterliche“ Handwerksveranstaltungen, Seminare und durch Schulklassen als außerschulischer Lernort genutzt.

## Deutung
Aufgrund der Funde und Befunde wird angenommen, dass die Grubenhaussiedlung am Petersteich in der Zeit zwischen den Jahren 850 und 1200 bestand, während die Keramikfunde für das 10. Jahrhundert bis um 1230 sprechen. Die einzelnen Gebäude wurden intensiv zum Wohnen und für Handwerksarbeiten genutzt. Die Funde weisen auf eine Siedlung mit Landwirtschaft und Handwerk hin. Es wird darin ein herrschaftlicher Wirtschaftshof der etwa 1,5 Kilometer entfernten Burg Süpplingenburg, dem Stammsitz von Kaiser Lothar III., vermutet. Die Wirtschaftskraft der Ansiedlung, vor allem mit der Textilherstellung, könnte zur Gründung von Lothars Herrschaft beigetragen haben. Bemerkenswert sind die immer wieder erneuerten Grubenhäuser und mit mehreren hundert Bauten die hohe Gesamtzahl, was in Norddeutschland einmalig ist.